# Comunità San Romedio
La Comunità San Romedio (in portoghese Comunidade de São Romédio) è una località storica di Caxias do Sul, in Brasile. 

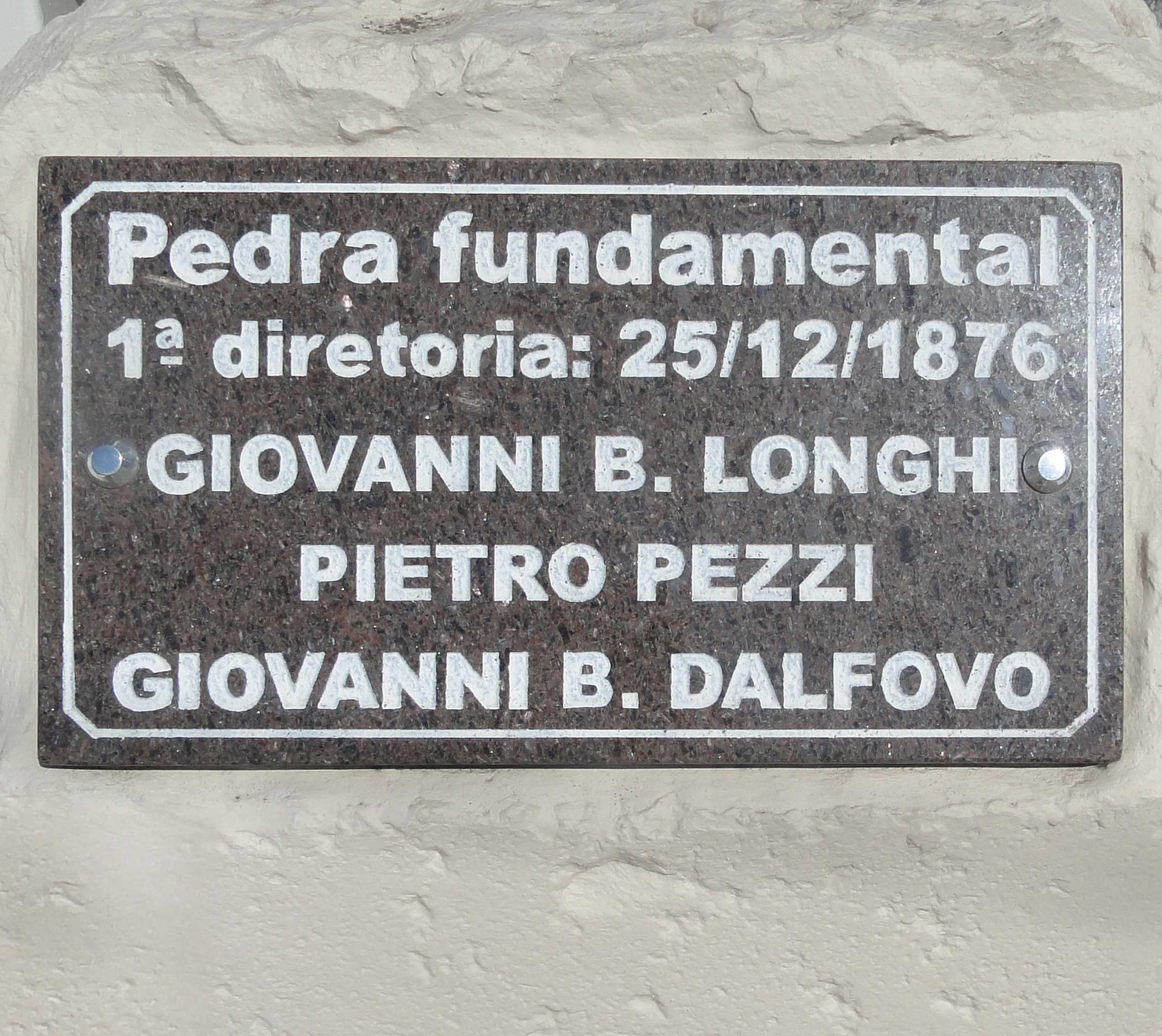
Targa che commemora la prima pietra della Comunità.

## Storia
È stata fondata a metà del 1876, durante la colonizzazione italiana nel Rio Grande do Sul, sebbene alcuni immigrati fossero già arrivati a Caxias do Sul già prima di quell'anno. La maggior parte degli immigrati proveniva da Sanzeno, in provincia di Trento, località nelle cui vicinanze sorge il Santuario di San Romedio ed in cui il culto del santo era molto sentito.
Il quartiere è situato all'incrocio di Santa Teresa del 5º Légua, ed era inizialmente  strutturato da un gruppetto di comunità, simile ai comuni di cui gli immigrati provenivano  in Italia,  poi si è trasformato nell'attuale centro urbano della città. Per questo motivo è considerato il fulcro di Caxias, e la chiesa di San Romedio, primo punto di riferimento dei coloni e ancora oggi centro di aggregazione, è patrimonio storico e culturale del Rio Grande do Sul.
Nel 2016 la Comunità ha celebrato i suoi 140 anni di fondazione e la stampa locale ha dato grande rilievo alla data all'avvenimento, riconoscendone la storia. Al termine dei festeggiamenti, la Comunità ha ricevuto gli onori dal municipio.

## Galleria d'immagini

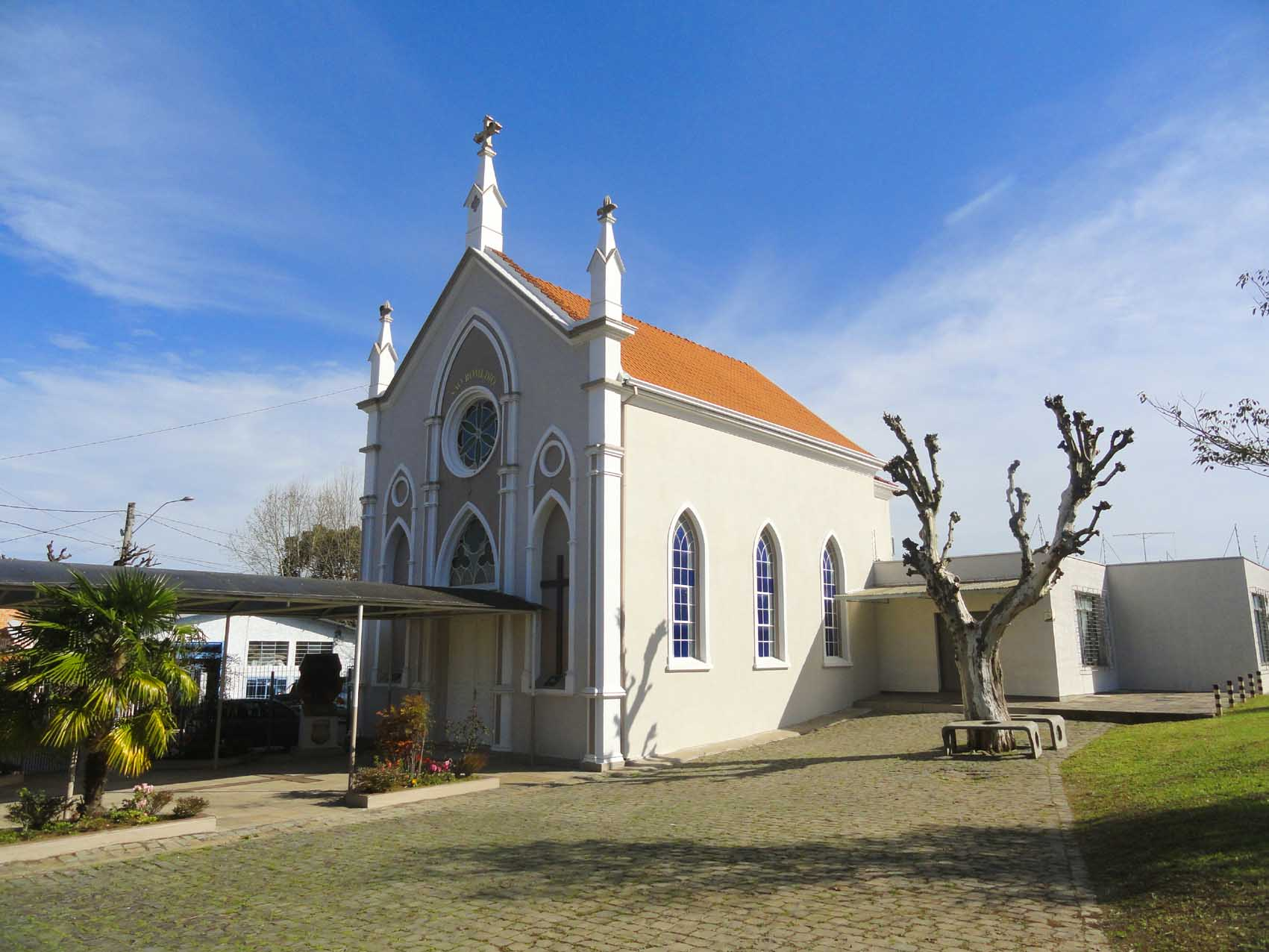
La chiesa di São Romédio
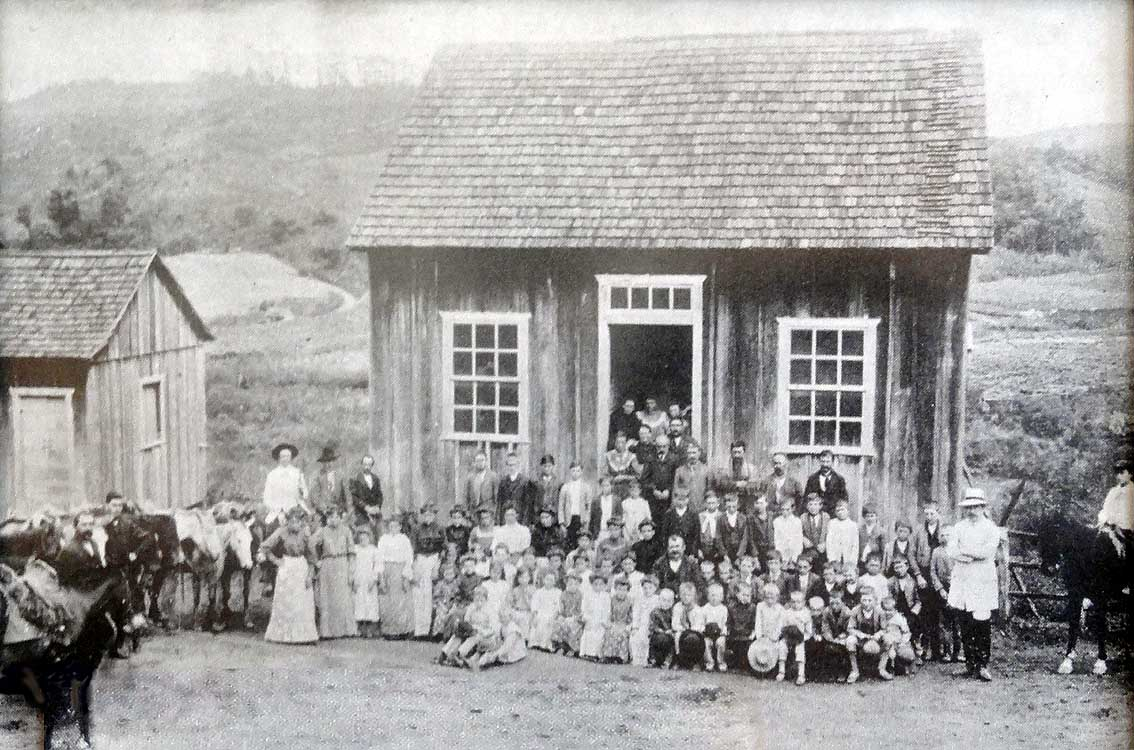
La prima scuola
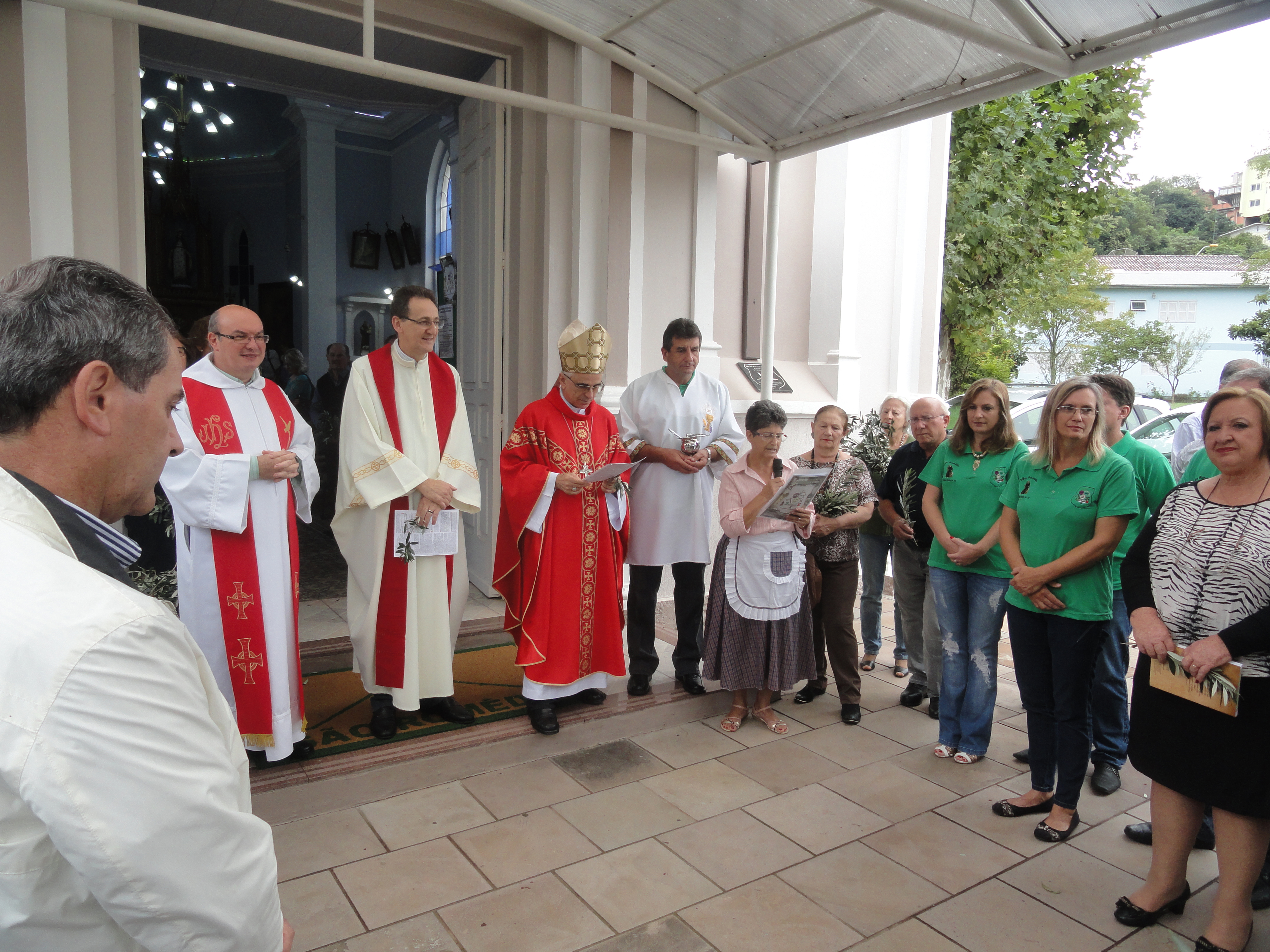
20 aprile 2016: liturgia commemorativa dei 140 anni di fondazione, celebrata da mons. Ruffinoni